# A Family Affair (film 2024)
A Family Affair è un film del 2024 diretto da Richard LaGravenese.

## Trama
Zara, l'assistente personale della star del cinema Chris Cole, scopre che il suo capo ha una relazione con sua madre Brooke.

## Distribuzione
Il film è stato distribuito sulla piattaforma Netflix a partire dal 28 giugno 2024.

## Accoglienza

### Critica
Sull'aggregatore di recensioni Rotten Tomatoes ha un indice di gradimento del 39%, con un voto medio di 4,80 su 10 basato su 87 recensioni.